# Danielson (Connecticut)
Danielson es un borough ubicado en el condado de Windham en el estado estadounidense de Connecticut. En 2005 tenía una población de 4.265 habitantes y una densidad poblacional de 1,490.6 personas por km².

## Geografía
Danielson se encuentra ubicada en las coordenadas 41°48′29″N 71°53′3″O / 41.80806, -71.88417.

## Demografía
Según la Oficina del Censo en 2000 los ingresos medios por hogar en la localidad eran de $31,969, y los ingresos medios por familia eran $40,990. Los hombres tenían unos ingresos medios de $31,315 frente a los $23,988 de las mujeres. La renta per cápita para la localidad era de $16,042. Alrededor del 13.1% de la población estaba por debajo del umbral de pobreza.

## Localidades adyacentes
Diagrama de las localidades adyacentes a un radio de 16 km a la redonda de Danielson.